# Liste der Fraktionsvorsitzenden der Bremischen Bürgerschaft

Haus der Bremischen Bürgerschaft

Die Bremische Bürgerschaft ist das Landesparlament der Freien Hansestadt Bremen.
Die Fraktionen der Bremischen Bürgerschaft bilden sich in der Regel aus den Bürgerschaftsabgeordneten, die über den gemeinsamen Wahlvorschlag einer Partei ein Mandat in einer Bürgerschaftswahl errungen haben. Der Vorsitzende oder Sprecher der Fraktion leitet die Fraktion und vertritt sie nach außen.

## Bremische Bürgerschaft vor 1933

### Fraktionsvorsitzende der DDP
- Hermann Wenhold 1930–1933

### Fraktionsvorsitzende der DNVP
- Clemens Carl Buff 1920–1927
- Erich Vagts 1931–1933

### Fraktionsvorsitzende der DVP
- Carl Dietz 1920–1933

### Fraktionsvorsitzende der KPD
- Josef Miller 1921–1923
- Albert Krohn, 1931–1933

### Fraktionsvorsitzende der NSDAP
- Otto Bernhard 1932–1933

### Fraktionsvorsitzende der SPD
- Friedrich Ebert 1900–1905
- Hermann Rhein 1905–1919
- Emil Theil 1922–1933

### Fraktionsvorsitzende der USPD
- Rudolph Künkler 1920–1921
- Emil Theil 1921–1922

## Bremische Bürgerschaft nach 1945

### AFB-Fraktion (Arbeit für Bremen und Bremerhaven)
- 1995–1999 Elke Kröning, Andreas Lojewski, Friedrich Rebers (Fraktionssprecher)

### AfD-Fraktion
- 2019 Thomas Jürgewitz[A 1]

### BDV-Fraktion (Bremer Demokratische Volkspartei; ab 1. November 1951 BDV/FDP, dann FDP)
- 1946–1951 Albert Bote

### Fraktion Die Grünen bzw.Bündnis 90/Die Grünen
- 1983–1987 halbjährlich rotierend
- 1987–1991 halbjährlich rotierend
- 1991–1993 Karoline Linnert, Dieter Mützelburg, Martin Thomas (Fraktionssprecher)
- 1996–1999 Elisabeth Hackstein, Dieter Mützelburg, Helga Trüpel, Ralf Fücks (Fraktionssprecher)
- 1999–2003 Karoline Linnert, Helga Trüpel, Helmut Zachau (bis 2000)
- 2003–2007 Karoline Linnert
- 2007–2015 Matthias Güldner
- 2015–2019 Maike Schaefer
- 2019–2023 Björn Fecker
- seit 2023 Henrike Müller

### CDU-Fraktion
- 1946–1947 Ernst Degenhardt
- 1947–1949 Johannes Degener
- 1949–1951 Ernst Müller-Hermann
- 1952–1955 Johannes Kühne
- 1955–1957 Rudolf Rübberdt
- 1957–1959 Friedrich Carl Marwede
- 1959–1963 Karl Krammig
- 1963–1971 Hans-Hermann Sieling
- 1971–1973 Günter Klein
- 1973–1987 Bernd Neumann
- 1987–1991 Reinhard Metz
- 1991–1995 Peter Kudella
- 1995–1999 Ronald-Mike Neumeyer
- 1999–2003 Jens Eckhoff
- 2003–2005 Jörg Kastendiek
- 2005–2007 Hartmut Perschau
- 2007–2021 Thomas Röwekamp
- 2021–2023 Heiko Strohmann
- 2023–2025 Frank Imhoff
- seit 2025 Wiebke Winter

### DP-Fraktion, ab 1961 GDP (Gesamtdeutsche Partei), ab 1962 DP Bremen
- 1947–1959 Herbert Schneider
- 1962–1967 Heinrich Bunge

### Die-Linke-Fraktion
- 2007–2011 Peter Erlanson, Monique Troedel
- 2011–2019 Kristina Vogt
- seit 2019 Nelson Janßen, Sophia Leonidakis

### FDP-Fraktion
- 1946–1947 Heinrich Hollmann
- 1951–1953 Hermann Wenhold
- 1953–1953 Kurt Entholt
- 1953–1954 Heinz-Georg Rehberg
- 1954–1959 Georg Borttscheller
- 1959–1967 Werner Ehrich
- 1967–1969 Paul-Heinz Schubert
- 1969–1975 Harry John
- 1975–1983 Horst-Jürgen Lahmann
- 1987–1991 Claus Jäger
- 1991–1995 Heinrich Welke
- 2007–2010 Uwe Woltemath
- 2010–2011 Oliver Möllenstädt (ab 10. Dezember 2010: FDP-Gruppe)
- 2015–2023 Lencke Wischhusen
- seit 2023 Thore Schäck

### KPD-Fraktion
- 1946–1951 Rudolf Rafoth
- 1951–1953 Wilhelm Meyer-Buer

### NPD-Fraktion
- 1967–1971 Otto-Theodor Brouwer

### SPD-Fraktion
- 1945–1946 August Hagedorn
- 1946 Hermann Mester
- 1946–1951 Carl Stockhinger
- 1951–1968 Richard Boljahn
- 1968–1971 Gustav Böhrnsen
- 1971–1975 Walter Franke
- 1975–1979 Egon Kähler
- 1979–1985 Klaus Wedemeier
- 1985–1987 Konrad Kunick
- 1987–1995 Claus Dittbrenner
- 1995–1999 Christian Weber
- 1999–2005 Jens Böhrnsen
- 2005–2009 Carsten Sieling
- 2009–2019 Björn Tschöpe
- 2019 Andreas Bovenschulte
- seit 2019 Mustafa Güngör

### SRP-Fraktion (Sozialistische Reichspartei; ab 1952 FuD: Fraktion unabhängiger Deutscher)
- 1951–1952 Wilhelm Bolte

### WdP- bzw.GB/BHE-Fraktion (Wählergemeinschaft der Fliegergeschädigten, Vertriebenen und Währungsgeschädigten bzw. Gesamtdeutscher Block/Block der Heimatvertriebenen und Entrechteten)
- 1951–1955 Friedrich Hohrmann